# HD 217491
HD 217491，又名BD+44 4302，SAO 52587、HR 8755，是一颗恒星，视星等为6.5，位于銀經103.32，銀緯-13.23，其B1900.0坐标为赤經22h 56m 2.6s，赤緯+44° -13.23′ 18″。